# Campionat britànic de trial 1992
La temporada de 1992 del Campionat britànic de trial fou la 43a edició d'aquest campionat, organitzat per l'ACU. El calendari oficial constava de 10 proves puntuables.

## Classificació final
| Posició | Pilot           | Motocicleta    | Punts |
| ------- | --------------- | -------------- | ----- |
| 1       | Steve Saunders  | Aprilia        | 170   |
| 2       | Steve Colley    | Beta           | 170   |
| 3       | Robert Crawford | Montesa        | 167   |
| 4       | Wayne Braybrook | Gas Gas        | 133   |
| 5       | John Shirt      | Gas Gas        | 109   |
| 6       | Paul Rose       | Montesa/Yamaha | 85    |
| 7       | Steve Hole      | Beta           | 68    |
| 8       | Adam Norris     | Yamaha         | 59    |
| 9       | Graham Jarvis   | Fantic         | 48    |
| 10      | John Lampkin    | Beta           | 47    |